# Barbara Taylor Bradford
Barbara Taylor Bradford OBE, född 10 maj 1933 i Leeds, West Yorkshire, död 24 november 2024 i New York, var en brittisk författare. 
Hon slog igenom 1979 med Inte för vinnings skull (A Woman of Substance) som blev en stor bästsäljare. Den filmades också 1984 som miniserie med Jenny Seagrove och Deborah Kerr som huvudpersonen Emma Harte, som återkommit i flera böcker och filmatiseringar. Innan hon slog igenom som författare arbetade Taylor Bradford som journalist och skrev även böcker om inredning, som var ett av hennes stora intressen. År 2007 tilldelades hon Brittiska imperieorden av drottning Elizabeth II.
Hon var bosatt i New York och gift med TV-producenten Robert Bradford fram till hans död 2019. Han var exekutiv producent för flera TV-filmatiseringar av Bradfords böcker.

## Svenska översättningar
- Inte för vinnings skull (A woman of substance) (översättning Ella Fallenius, Bonnier, 1983)
- Hjärtats röst (Voice of the heart) (översättning Ella Fallenius, Viva, 1984)
- Håll drömmen levande (Hold the dream) (översättning Ella Fallenius, Viva, 1986)
- Bara till låns (Act of will) (översättning Ella Fallenius, Viva, 1987)
- Endast det bästa ... (To be the best) (översättning Ella Fallenius, Viva, 1989)
- Störst är kärleken (The women in his life) (översättning Ella Fallenius, Viva, 1991)
- Att alltid minnas (Remember) (översättning Ella Fallenius, Viva, 1992)
- Och himlen därtill (Angel) (översättning Elisabeth Werner Starck, Wahlström & Widstrand, 1993)
- Allt att vinna (Everything to gain) (översättning Elisabeth Werner Starck, Wahlström & Widstrand, 1994)
- ... och farlig att känna (Dangerous to know) (översättning Elisabeth Werner Starck, Wahlström & Widstrand, 1995)
- På egna villkor (Her own rules) (översättning Ann Björkhem, Wahlström & Widstrand, 1996)
- Kärlek i en annan stad (Love in another town) (översättning Ann Björkhem, Wahlström & Widstrand, 1997)
- Alltid vid din sida (Power of a woman) (översättning Ann Björkhem, Wahlström & Widstrand, 1998)
- Hemlig kärlek (A secret affair) (översättning Ann Björkhem, Wahlström & Widstrand, 1998)
- Så många minnen (A sudden change of heart) (översättning Lisbet Holst, Wahlström & Widstrand, 2000)
- Där du hör hemma (Where you belong) (översättning Anna Sandberg, Wahlström & Widstrand, 2001)
- Att finna sin roll (The triumph of Katie Byrne) (översättning Anna Sandberg, Wahlström & Widstrand, 2002)
- Tre veckor i Paris (Three weeks in Paris) (översättning Mai Broddvall, Wahlström & Widstrand, 2003)
- Emma Hartes hemlighet (Emma's secret) (översättning Mai Broddvall, Wahlström & Widstrand, 2004)
- I Emma Hartes fotspår (Unexpected blessings) (översättning Mai Broddvall, Bonnierförlagen, 2005)
- Emma Hartes rättvisa (Just rewards) (översättning Mai Broddvall, Wahlström & Widstrand, 2006)
- Dynastin Ravenscar (The Ravenscar dynasty) (översättning: Helena Sjöstrand, Gösta Svenn, Wahlström & Widstrand, 2007)
- Dynastin Ravenscar: arvingarna (Heirs of Ravenscar) (översättning Helena Sjöstrand, Gösta Svenn, Wahlström & Widstrand, 2008)
- Dynastin Ravenscar: att vara Elizabeth (Being Elizabeth) (översättning Anna Sandberg, Wahlström & Widstrand, 2009)